# Lo más natural
Lo más natural és una pel·lícula espanyola estrenada el 1991 i dirigida per Josefina Molina. Segons Fotogramas, és un drama bastant espès que combina crisi de parella, ecologisme i reflexions sociològiques sense excessiu encert. Tot i així va guanyar un premi Goya i fou nominada a dos altres.

## Argument
Després de trencar amb un matrimoni de vint anys, Clara torna a exercir l'advocacia i accepta com a client a un atractiu ecologista, Andrés, que presenta una demanda contra l'empresa del seu ex-marit, Pablo.

## Repartiment
- Charo López - Clara
- Miguel Bosé - Andrés
- Patrick Bauchau - Pablo
- Tito Valverde - Iván
- Rosa Novell - Merche
- Viviane Vives - Lucía

## Premis
V Premis Goya
| Categoria                 | Persona        | Resultat  |
| ------------------------- | -------------- | --------- |
| Millor actriu             | Charo López    | Nominada  |
| Millor direcció artística | Rafael Palmero | Nominat   |
| Millor música             | José Nieto     | Guanyador |